# Ljubow Wassiljewna Dolgaja
Ljubow Wassiljewna Dolgaja (russisch Любовь Васильевна Долгая; * 16. Oktober 1999 in Woronesch) ist eine russische Billardspielerin, die in der Billardvariante Russisches Billard antritt.
Sie wurde zweimal Jugendweltmeisterin, jeweils einmal in den Disziplinen Dynamische Pyramide und Freie Pyramide. Daneben wurde sie Vizeweltmeisterin mit der Mannschaft und erlangte drei Podestplatzierungen im Weltcup.

## Leben
Ljubow Dolgaja wurde 1999 in Woronesch geboren und wuchs dort auch auf. Seit 2017 lebt sie in Moskau.

## Karriere
Ljubow Dolgaja erreichte 2013 bei der russischen Jugendmeisterschaft das Viertelfinale. Ein Jahr später wurde sie durch einen 4:2-Finalsieg gegen Julija Kotschnewa russische Jugendmeisterin. Daraufhin spielte sie erstmals bei der Jugendweltmeisterschaft mit und belegte den siebten Rang. Im November 2014 nahm sie zum ersten Mal am Kremlin Cup teil. Dort besiegte sie unter anderem Darja Michailowa, bevor sie im Viertelfinale der Titelverteidigerin Diana Mironowa unterlag. Wenig später erreichte sie bei den Prince Open den vierten Platz.
Nach einer Finalniederlage gegen Elina Nagula wurde Dolgaja 2015 russische Vizemeisterin bei den Jugendlichen. Bei den Damen nahm sie im selben Jahr erstmals an den nationalen Meisterschaften teil, kam aber nicht über das Achtelfinale hinaus. Bei der Jugend-WM wurde sie Neunte. Im Freie-Pyramide-Weltcup, an dem sie seit Jahresbeginn regelmäßig teilnahm, erzielte sie im November 2015 ihr bis dahin bestes Ergebnis, als sie beim Kremlin Cup, unter anderem durch Siege gegen Marija Karpowa und Polina Jaroschewitsch, das Halbfinale erreichte, in dem sie gegen Diana Mironowa (1:5) verlor. Wenig später gelangte sie auch beim Weltcupfinalturnier ins Semifinale und unterlag der Belarussin Aljaksandra Hisels (3:4) nur knapp.
Anfang 2016 gewann Dolgaja zwei Bronzemedaillen bei den russischen Jugendmeisterschaften und erreichte im Weltcup ein Viertelfinale. Bei der russischen Meisterschaft in der Dynamischen Pyramide erzielte sie 2016 mit dem Erreichen des Viertelfinales ihr bis dahin bestes Ergebnis auf nationaler Ebene bei den Damen. Im Juli 2016 gewann sie in Rostow am Don die erstmals ausgetragene Jugend-WM in der Dynamischen Pyramide durch einen 4:1-Finalsieg gegen Julija Kotschnewa. Wenige Tage später gelang ihr bei der Mannschaftsweltmeisterschaft der Erwachsenen gemeinsam mit Marija Karpowa der Einzug ins Finale, in dem sich die beiden jedoch Olga Milowanowa und Diana Mironowa geschlagen geben mussten. Im August zog Dolgaja auch bei der Freie-Pyramide-Jugend-WM ins Endspiel ein, in dem sie sich gegen die Titelverteidigerin Elina Nagula mit 5:2 durchsetzte.
Im Januar 2017 sicherte sich Dolgaja eine weitere Bronzemedaille bei der nationalen Jugendmeisterschaft. Beim Kremlin Cup 2017 erreichte sie die Runde der letzten 32 und bei der russischen Meisterschaft in der Freien Pyramide das Achtelfinale. In derselben Disziplin kam es bei der Jugend-WM zu einer Neuauflage des Vorjahresfinales. Diesmal musste sich Titelverteidigerin Dolgaja jedoch Elina Nagula klar mit 0:5 geschlagen geben.
Auch im folgenden Jahr trafen Dolgaja und Nagula im Finale der Jugendweltmeisterschaft aufeinander, wobei Dolgaja erneut verlor, diesmal mit 2:5. Beim Kremlin Cup 2018 erreichte Dolgaja das Viertelfinale, in dem sie Anastassija Swerinzewa unterlag. Im September 2018 gelangte sie bei der Moskauer Meisterschaft ins Halbfinale und verlor gegen Marija Karpowa.
Im März 2019 gewann Dolgaja ihre erste Medaille im Kombinierte-Pyramide-Weltcup. Bei dem Turnier in Moskau besiegte sie unter anderem Anastassija Stanowowa und Natalija Kornewa, bevor sie im Halbfinale gegen Marija Karpowa (1:4) ausschied.
Nach zwei Jahren Pause nahm Dolgaja beim Moskauer Bürgermeisterpokal 2021 wieder an einem internationalen Turnier teil und schied in der Vorrunde aus.

## Erfolge
Einzel
| Ergebnis   | Jahr | Turnier                             | Finalgegner       | Endstand |
| ---------- | ---- | ----------------------------------- | ----------------- | -------- |
| Siegerin   | 2016 | Jugendweltmeisterschaft (Dyn. Pyr.) | Julija Kotschnewa | 4:1      |
| Siegerin   | 2016 | Jugendweltmeisterschaft (Fr. Pyr.)  | Elina Nagula      | 5:2      |
| Finalistin | 2017 | Jugendweltmeisterschaft (Fr. Pyr.)  | Elina Nagula      | 0:5      |
| Finalistin | 2018 | Jugendweltmeisterschaft (Fr. Pyr.)  | Elina Nagula      | 2:5      |

Mannschaft
- Vizeweltmeisterin: 2016